# ヴォージュ山脈

地図

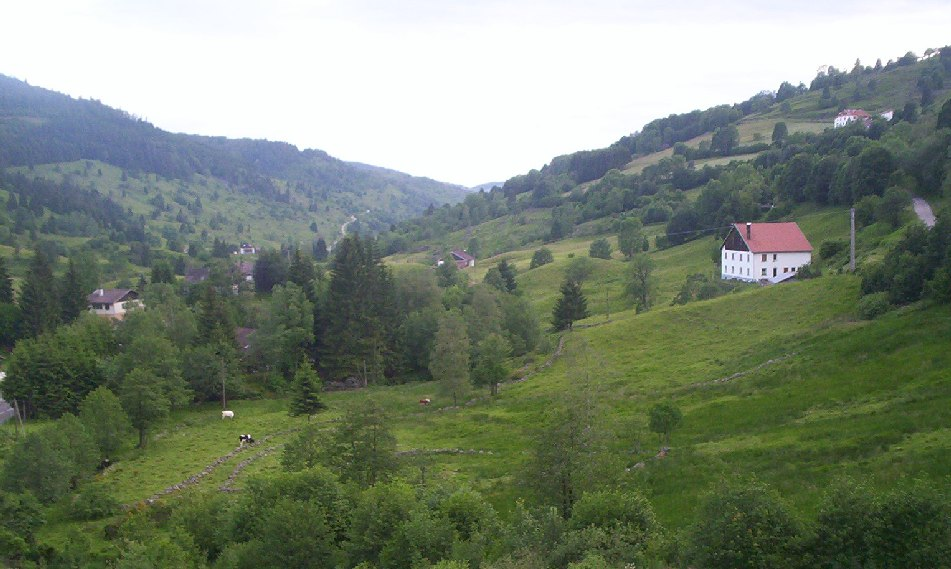
ヴォージュ山脈の典型的な風景

ヴォージュ山脈（フランス語: Massif des Vosges, ドイツ語: Vogesen）は、フランス北東部にある山脈。アルザス＝ロレーヌ両地方の境界線をなす。

## 概要
フランス東部・ドイツ国境のライン川に並行して北北東から南南西に連なる。東はライン川沿いのアルザス平原（ライン地溝帯）、西はロレーヌ台地である。海抜千メートル前後で、北はドイツに至る丘陵へ続く。南はベルフォール付近の低地を隔ててジュラ山脈北部に向かい合う。
農業と牧畜が盛んで、特にアルザス側のブドウ栽培とワインが有名である。
地質学的にはドイツ側のシュヴァルツヴァルトと同じで、石炭紀の片麻岩・花崗岩・斑岩やペルム紀と三畳紀の砂岩が見られる。
北部の「北ヴォージュ広域自然公園」はドイツ側のプファルツ地方の「プファルツの森自然公園」と共に「北ヴォージュ・プフェルツァーヴァルト生物圏保護区」としてUNESCOの生物圏保護区に指定されている。一帯には渓谷、泉、小川、湖などの水域、砂岩の露頭およびブナ属、オーク、マツの広大な森林地帯があり、オオヤマネコ、ハヤブサ、ヒメカイウなどの動植物が見られる。